# Göingeget

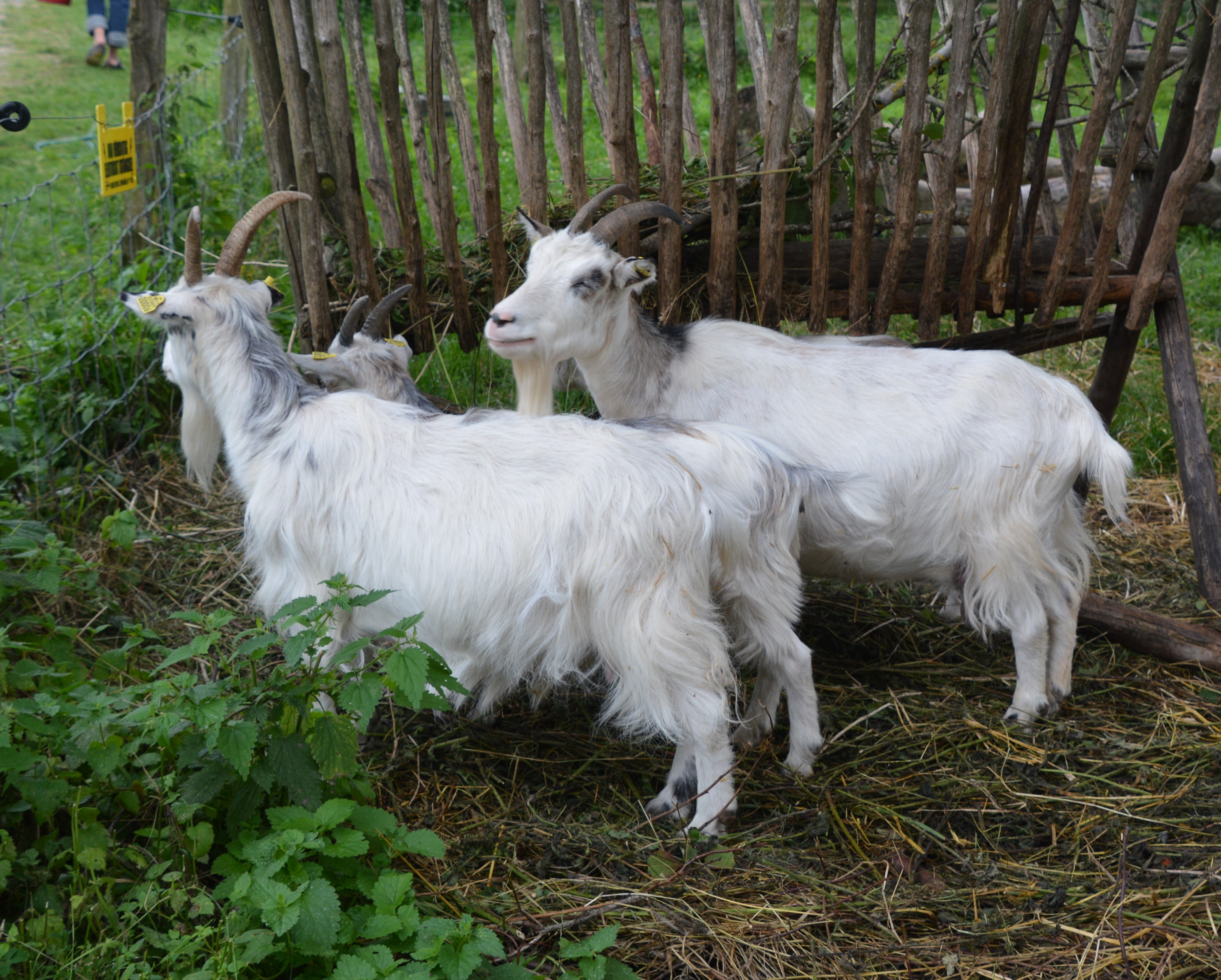
Göingegetter

Göingeget är en av tre raser av allmogeget i Sverige. 
Nutida göingegetter härstammar från fyra getter från Göingebygden från 1978.
Getkons vikt är omkring 35-70 kg, bockens omkring 50-100 kg. Mankhöjden är 55–70 centimeter, respektive 65–85 centimeter.
Det fanns 2015 424 djur i 88 besättningar. '